# Lethrinus semicinctus
Lethrinus semicinctus là một loài cá biển thuộc chi Lethrinus trong họ Cá hè. Loài cá này được mô tả lần đầu tiên vào năm 1830.

## Từ nguyên
Từ định danh semicinctus được ghép bởi hai âm tiết trong tiếng Latinh: semi ("một nửa") và cinctus ("quấn quanh"), hàm ý đề cập đến các vệt đen ngắn ở nửa trên của loài cá này.

## Phân bố và môi trường sống
L. semicinctus có phân bố tương đối rộng ở vùng Ấn Độ Dương - Thái Bình Dương, từ Sri Lanka trải dài về phía đông đến quần đảo Marshall và Fiji, ngược lên phía bắc đến quần đảo Ryukyu, giới hạn phía nam đến bờ bắc Úc. Loài này cũng xuất hiện tại quần đảo Trường Sa (Việt Nam).
L. semicinctus sống gần các rạn san hô, trên nền đáy cát và thảm cỏ biển, trong đầm phá và đới mặt bằng rạn, độ sâu khoảng 4–35 m. Những cá thể có kích thước nhỏ (gần 4–10,5 cm) được thu thập trong một con lạch nhỏ trong rừng ngập mặn ở Philippines.

## Mô tả
Chiều dài cơ thể lớn nhất được ghi nhận ở L. semicinctus là 35 cm. Cá có màu nâu thường hoặc nâu tanin, rải rác những đốm đen nhỏ. Một đốm đen lớn thuôn dài nằm bên dưới phần tia mềm của vây lưng, giáp ngay dưới đường bên. Các vây trắng nhạt hoặc phớt hồng.
L. semicinctus có thể chuyển sang kiểu hình lốm đốm các vệt trắng và nâu đen, có lẽ là ngụy trang.
Số gai ở vây lưng: 10 (gai thứ 3 hoặc 4 thường dài nhất); Số tia vây ở vây lưng: 9; Số gai ở vây hậu môn: 3; Số tia vây ở vây hậu môn: 8; Số tia vây ở vây ngực: 13; Số vảy đường bên: 46–48.

## Sinh thái
Thức ăn của L. semicinctus bao gồm cá nhỏ và những loài thủy sinh không xương sống khác ở tầng đáy.

## Thương mại
L. semicinctus không có giá trị thương mại cao, đôi khi loại bỏ do bị xem là sản lượng không mong muốn, có thể do kích thước nhỏ. Chúng được tiêu thụ chủ yếu bởi ngư dân đánh bắt thủ công.